# Basajaun

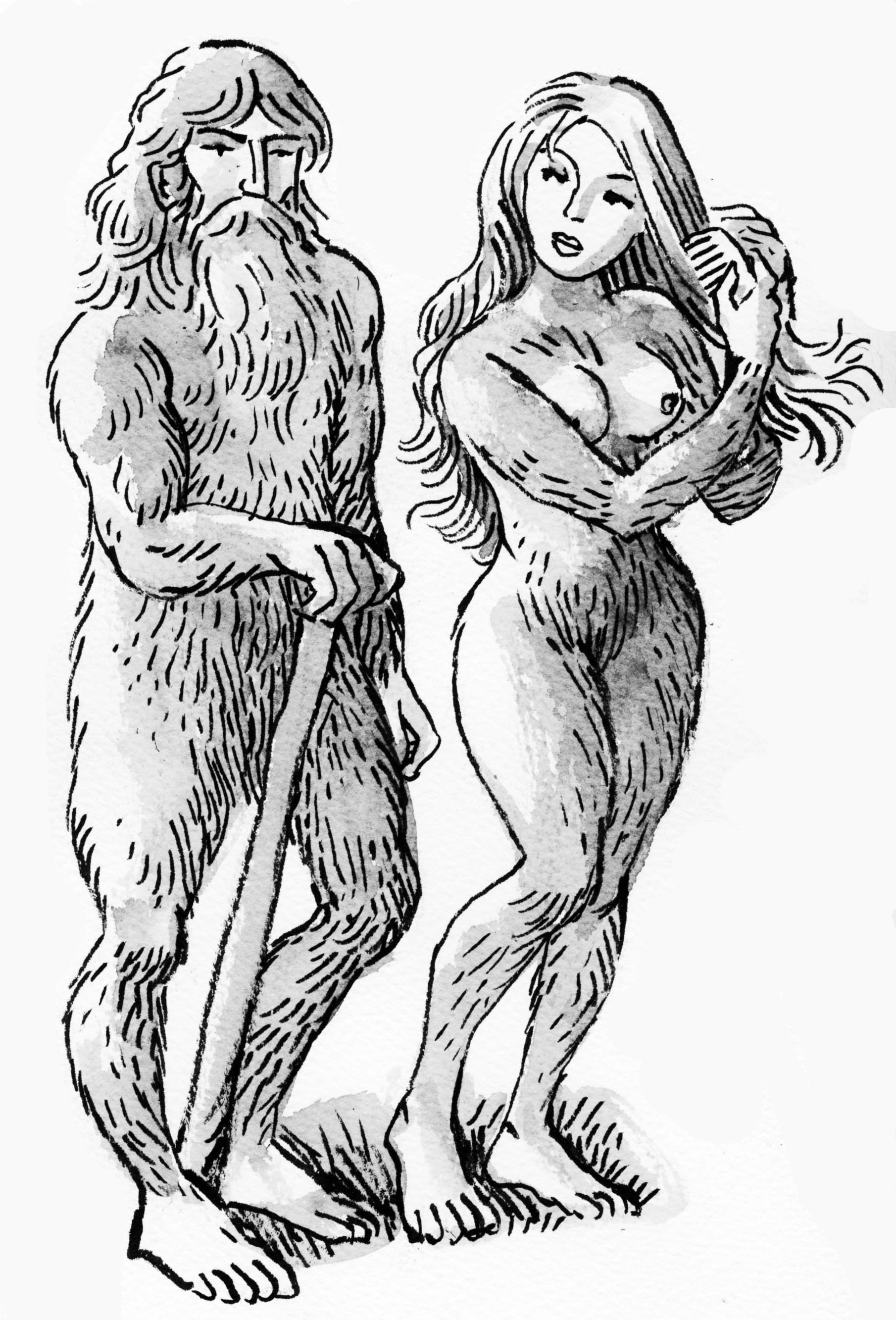
Basajaun e Basandere

Basajaun è, nella mitologia basca, lo spirito protettore del bosco.
Ha una forma umana, con il corpo ricoperto di peli ed una barba molto lunga.
Abita nelle grotte o nei boschi, e protegge le greggi di bestiame, mettendo in guardia i pastori quando si sta avvicinando un pericolo (una tempesta o dei lupi), emettendo urla e fischi provenienti dalla montagna.
In cambio, i pastori lasciano pezzi di pane che Basajaun raccoglie mentre questi dormono (il Basajaun secondo la tradizione è vegetariano).
Inoltre insegna agli esseri umani competenze circa l'agricoltura e la lavorazione del ferro.
Una divinità simile a Basajun esiste anche nella mitologia della vicina Aragona, principalmente diffusa nelle valli di Tena, Ansó e Broto con i nomi Basajarau, Bonjarau, o Bosnerau.